# Versonnex (Ain)
Versonnex è un comune francese di 2 145 abitanti situato nel dipartimento dell'Ain della regione dell'Alvernia-Rodano-Alpi.

## Società

### Evoluzione demografica
Abitanti censiti